# IV Cuerpo Panzer SS
El IV Cuerpo Panzer SS era un cuerpo panzer de las Waffen-SS de la Alemania nazi que entró en combate en el Frente Oriental y en los Balcanes durante la Segunda Guerra Mundial.

## Historia
El Panzerkorps se formó en agosto de 1943 en Poitiers, Francia. La formación originalmente iba a ser una formación para supervisar las divisiones SS que se estaban reorganizando como divisiones Panzer SS.
El 30 de junio de 1944, la formación absorbió al VII Cuerpo Panzer SS y fue reorganizada como base de la 3.ª División SS Totenkopf y la 5.ª División SS Wiking. El Cuerpo fue puesto bajo el control del excomandante de la Wiking, el SS-Obergruppenführer Herbert Otto Gille.
El cuerpo fue enviado a la línea alrededor de Varsovia, Polonia, donde entró en combate contra el Ejército Rojo como parte del 9.º Ejército. En agosto de 1944, elementos del cuerpo participaron en la represión del alzamiento de Varsovia. Después de mantener la línea cerca de Varsovia, el cuerpo fue empujado hacia el área cerca de Modlin, donde vio intensos combates hasta diciembre.
Cuando el IX Cuerpo de Montaña SS del SS-Obergruppenführer Karl Pfeffer Wildenbruch y un gran número de tropas húngaras fueron rodeados en Budapest en diciembre de 1944, el cuerpo fue trasladado al sur del Grupo de Ejércitos A para unirse al 6.º Ejército y participar en los esfuerzos de rescate. Las operaciones se llamaron Konrad. En la Operación Konrad III, la mayor de las operaciones de rescate, el IV Cuerpo Panzer SS destruyó todos los tanques del 3.er Frente Ucraniano soviético en una intensa batalla de dos semanas en Transdanubia, pero no pudo romper el cerco a la ciudad.
Después del fracaso de la Operación Konrad III, el cuerpo se trasladó al oeste hacia el área alrededor del lago Balaton, donde fue responsable de defender el flanco izquierdo de la Operación Despertar de Primavera (Frühlingserwachen), cerca de Stuhlweissenberg. Después del fracaso de esta operación, la Ofensiva de Viena de los soviéticos abrió una brecha entre el IV SS-Panzerkorps y el vecino 3.er Ejército Húngaro. Después de escapar del cerco gracias a los esfuerzos de la 9.ª División Panzer SS Hohenstaufen, el cuerpo se retiró hacia Viena. Los restos del cuerpo se rindieron a los estadounidenses el 9 de mayo de 1945.

## Comandantes
- SS-Obergruppenführer Alfred Wünnenberg (5 de agosto de 1943 - 23 de octubre de 1943)
- SS-Obergruppenführer Walter Krüger (23 de octubre de 1943 - 1 de julio de 1944)
- SS-Obergruppenführer Matthias Kleinheisterkamp (1 de julio de 1944 - 20 de julio de 1944)
- SS-Brigadeführer Nikolaus Heilmann (20 de julio de 1944 - 6 de agosto de 1944)
- SS-Obergruppenfuhrer Herbert Otto Gille (6 de agosto de 1944 - 8 de mayo de 1945)

## Órdenes de batalla

### 16 de septiembre de 1944 - defensa de Modlin
- Korps Stab
- Gruppe von dem Bach
- 19.Panzer-Division
- 3.SS-Panzer-Division Totenkopf
- 5.SS-Panzer-Division Wiking
- 73.Infanterie-Division
- 1.ungarische Kavallerie-Division
- Werfer-Abteilung 104 / 504
- Schwere SS-Artillerie-Abteilung 504
- SS-Korps-Nachrichten-Abteilung 104
- SS-Sanitäts-Abteilung 104
- Feld-Ausbildungs-Battalion IV.SS-Panzer-Korps
- Kraftfahrzeug-Kompanie 504
- Bekleidung-Instandsetzungs-Zug 504
- SS-Feldpostamt 104

### 17 de enero de 1945 - Operación Konrad III (Budapest)
- Korps Stab
- 3.SS-Panzer-Division Totenkopf
- 5.SS-Panzer-Division Wiking
- 1.Panzer-Division
- 3.Panzer-Division
- Schwere Panzer Abteilung 509
- I./24.Panzer-Abteilung
- 1335.Stug-Abteilung
- 219.Sturmpanzer-Abteilung
- Volks-Werfer-Brigade 17
- Werfer-Abteilung 104 / 504
- Schwere SS-Artillerie-Abteilung 504
- SS-Korps-Nachrichten-Abteilung 104
- SS-Sanitäts-Abteilung 104
- Feld-Ausbildungs-Battalion IV.SS-Panzer-Korps
- Kraftfahrzeug-Kompanie 504
- Bekleidung-Instandsetzungs-Zug 504
- SS-Feldpostamt 104

### 1 de marzo de 1945 - Operación Frühlingserwachen
- Korps Stab
- 3.SS-Panzer-Division Totenkopf
- 5.SS-Panzer-Division Wiking
- 356.Infanterie-Division
- Werfer-Abteilung 104 / 504
- Schwere SS-Artillerie-Abteilung 504
- SS-Korps-Nachrichten-Abteilung 104
- SS-Sanitäts-Abteilung 104
- Feld-Ausbildungs-Battalion IV.SS-Panzer-Korps
- Kraftfahrzeug-Kompanie 504
- Bekleidung-Instandsetzungs-Zug 504
- SS-Feldpostamt 104